# Atletismo nos Jogos Olímpicos de Verão de 2012 - 400 m com barreiras feminino
A competição dos 400 metros com barreiras feminino nos Jogos Olímpicos de Verão de 2012 aconteceu entre os dias 5 e 8 de agosto no Estádio Olímpico de Londres.
Natalya Antyukh, da Rússia, fez o melhor tempo na final com 52s70, obtendo a medalha de ouro após uma arrancada nos últimos 100 metros da prova. No entanto, em outubro de 2022, seus resultados entre julho de 2012 e junho de 2013 foram anulados por violações de doping após um novo teste de suas amostras, e as medalhas foram realocadas pela World Athletics e pelo Comitê Olímpico Internacional.

## Calendário
Horário local (UTC+1).
| Data        | Horário | Fase            |
| ----------- | ------- | --------------- |
| 5 de agosto | 19:00   | Primeira rodada |
| 6 de agosto | 20:15   | Semifinais      |
| 8 de agosto | 20:45   | Final           |

## Medalhistas
| Ouro   | USA Lashinda Demus  |
| Prata  | CZE Zuzana Hejnová  |
| Bronze | JAM Kaliese Spencer |

## Recordes
Antes desta competição, os recordes mundiais e olímpicos da prova eram os seguintes:
| Tipo | Atleta            | Tempo   | Local  | Data                 |
| ---- | ----------------- | ------- | ------ | -------------------- |
|      | Yuliya Pechonkina | 52,34 s | Tula   | 8 de agosto de 2003  |
|      | Melaine Walker    | 52,64 s | Pequim | 20 de agosto de 2008 |

## Primeira fase

### Bateria 1
| Pos. | Nome                  | CON                 | Tempo   | Notas |
| ---- | --------------------- | ------------------- | ------- | ----- |
| 1    | Zuzana Hejnová        | CZE República Checa | 53.96   | Q,    |
| 2    | T'erea Brown          | USA Estados Unidos  | 54.72   | Q,    |
| 3    | Eilidh Child          | GBR Grã-Bretanha    | 56.14   | Q     |
| 4    | Sarah Wells           | CAN Canadá          | 56.47   | Q     |
| 5    | Eglė Staišiūnaitė     | LTU Lituânia        | 57.79   |       |
| 6    | Tatyana Azarova       | KAZ Cazaquistão     | 58.53   |       |
| 7    | Maureen Jelagat Maiyo | KEN Quênia          | 1:02.16 |       |
| —    | Vania Stambolova      | BUL Bulgária        | —       | DNF   |

### Bateria 2
| Pos. | Nome                  | CON             | Tempo   | Notas |
| ---- | --------------------- | --------------- | ------- | ----- |
| 1    | Natalya Antyukh       | RUS Rússia      | 53.90   | Q     |
| 2    | Kaliese Spencer       | JAM Jamaica     | 54.02   | Q     |
| 3    | Muizat Ajoke Odumosu  | NGR Nigéria     | 54.93   | Q     |
| 4    | Anna Jesień           | POL Polônia     | 55.44   | Q,    |
| 5    | Lauren Boden          | AUS Austrália   | 56.27   | q     |
| 6    | Raasin McIntosh       | LBR Libéria     | 57.39   |       |
| 7    | Natalya Asanova       | UZB Uzbequistão | 58.05   |       |
| 8    | Noraseela Mohd Khalid | MAS Malásia     | 1:00.16 |       |
| —    | Ghfran Almouhamad     | SYR Síria       | —       | DSQ   |

### Bateria 3
| Pos. | Nome              | CON                 | Tempo | Notas |
| ---- | ----------------- | ------------------- | ----- | ----- |
| 1    | Lashinda Demus    | USA Estados Unidos  | 54.60 | Q     |
| 2    | Hanna Titimets    | UKR Ucrânia         | 55.08 | Q     |
| 3    | Vera Barbosa      | POR Portugal        | 55.22 | Q,    |
| 4    | Elena Churakova   | RUS Rússia          | 55.26 | Q     |
| 5    | Denisa Rosolová   | CZE República Checa | 55.42 | q     |
| 6    | Sara Petersen     | DEN Dinamarca       | 56.01 | q     |
| 7    | Lucy Jaramillo    | ECU Equador         | 57.74 |       |
| 8    | Princesa Oliveros | COL Colômbia        | 58.95 |       |

### Bateria 4
| Pos. | Nome             | CON                   | Tempo | Notas |
| ---- | ---------------- | --------------------- | ----- | ----- |
| 1    | Georganne Moline | USA Estados Unidos    | 54.31 | Q,    |
| 2    | Nickiesha Wilson | JAM Jamaica           | 55.53 | Q     |
| 3    | Irina Davydova   | RUS Rússia            | 55.55 | Q     |
| 4    | Elodie Ouédraogo | BEL Bélgica           | 55.89 | Q     |
| 5    | Angela Moroșanu  | ROU Romênia           | 56.64 |       |
| 6    | Sharolyn Scott   | CRC Costa Rica        | 57.03 |       |
| 7    | Janeil Bellille  | TRI Trinidad e Tobago | 57.27 |       |
| 8    | Nikolina Horvat  | CRO Croácia           | 58.49 |       |
| —    | Nagihan Karadere | TUR Turquia           | —     | DSQ   |

### Bateria 5
| Pos. | Nome                     | CON              | Tempo | Notas                |
| ---- | ------------------------ | ---------------- | ----- | -------------------- |
| 1    | Perri Shakes-Drayton     | GBR Grã-Bretanha | 54.62 | Q                    |
| 2    | Melaine Walker           | JAM Jamaica      | 54.78 | Q                    |
| 3    | Hanna Yaroshchuk         | UKR Ucrânia      | 54.81 | Q                    |
| 4    | Hayat Lambarki           | MAR Marrocos     | 55.58 | Q                    |
| 5    | Satomi Kubokura          | JPN Japão        | 55.85 | q,                   |
| 6    | Huang Xiaoxiao           | CHN China        | 56.29 |                      |
| 7    | Déborah Rodríguez        | URU Uruguai      | 57.04 | Recorde nacional     |
| 8    | Jailma de Lima           | BRA Brasil       | 57.05 |                      |
| 9    | Christine Sonali Merrill | SRI Sri Lanka    | 57.15 | Recorde da temporada |

## Semifinais

### Bateria 1
| Pos. | Nome             | CON                 | Tempo | Notas           |
| ---- | ---------------- | ------------------- | ----- | --------------- |
| 1    | Natalya Antyukh  | RUS Rússia          | 53.33 | Q,              |
| 2    | Zuzana Hejnová   | CZE República Checa | 53.62 | Q,              |
| 3    | T'erea Brown     | USA Estados Unidos  | 54.21 | q,              |
| 4    | Elodie Ouedraogo | BEL Bélgica         | 55.20 | Recorde pessoal |
| 5    | Nickiesha Wilson | JAM Jamaica         | 55.77 |                 |
| 6    | Hayat Lambarki   | MAR Marrocos        | 56.18 |                 |
| 7    | Vera Barbosa     | POR Portugal        | 56.27 |                 |
| 8    | Lauren Boden     | AUS Austrália       | 56.66 |                 |

### Bateria 2
| Pos. | Nome                 | CON                | Tempo | Notas |
| ---- | -------------------- | ------------------ | ----- | ----- |
| 1    | Lashinda Demus       | USA Estados Unidos | 54.08 | Q     |
| 2    | Kaliese Spencer      | JAM Jamaica        | 54.20 | Q     |
| 3    | Perri Shakes-Drayton | GBR Grã-Bretanha   | 55.19 |       |
| 4    | Hanna Yaroshchuk     | UKR Ucrânia        | 55.51 |       |
| 5    | Irina Davydova       | RUS Rússia         | 55.86 |       |
| 6    | Sara Petersen        | DEN Dinamarca      | 56.21 |       |
| 7    | Anna Jesień          | POL Polônia        | 56.28 |       |
| 8    | Sarah Wells          | CAN Canadá         | 56.71 |       |

### Bateria 3
| Pos. | Nome                 | CON                 | Tempo | Notas |
| ---- | -------------------- | ------------------- | ----- | ----- |
| 1    | Muizat Ajoke Odumosu | NGR Nigéria         | 54.40 | Q,    |
| 2    | Georganne Moline     | USA Estados Unidos  | 54.74 | Q     |
| 3    | Denisa Rosolová      | CZE República Checa | 54.87 | q     |
| 4    | Hanna Titimets       | UKR Ucrânia         | 55.10 |       |
| 5    | Elena Churakova      | RUS Rússia          | 55.70 |       |
| 6    | Melaine Walker       | JAM Jamaica         | 55.74 |       |
| 7    | Eilidh Child         | GBR Grã-Bretanha    | 56.03 |       |
| 8    | Satomi Kubokura      | JPN Japão           | 56.25 |       |

## Final

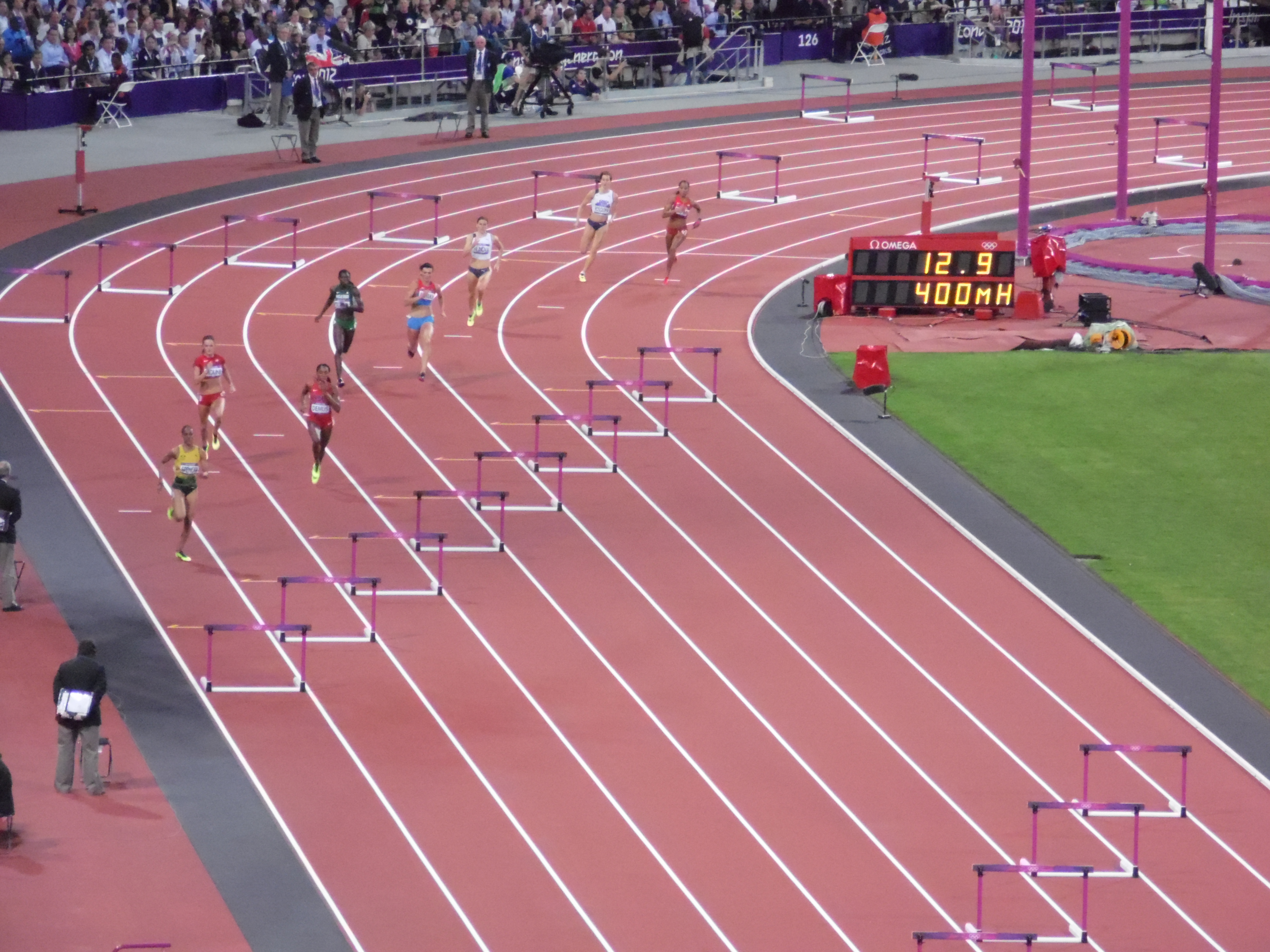
Disputa final dos 400 metros com barreiras

| Pos.              | Raia | Nome                 | CON                 | Reação | Tempo | Notas                |
| ----------------- | ---- | -------------------- | ------------------- | ------ | ----- | -------------------- |
| Medalha de ouro   | 7    | Lashinda Demus       | USA Estados Unidos  | 0.170  | 52.77 | Recorde da temporada |
| Medalha de prata  | 4    | Zuzana Hejnová       | CZE República Checa | 0.163  | 53.38 | Recorde da temporada |
| Medalha de bronze | 9    | Kaliese Spencer      | JAM Jamaica         | 0.191  | 53.66 | Recorde da temporada |
| 4                 | 8    | Georganne Moline     | USA Estados Unidos  | 0.177  | 53.92 | Recorde pessoal      |
| 5                 | 2    | T'erea Brown         | USA Estados Unidos  | 0.201  | 55.07 |                      |
| 6                 | 3    | Denisa Rosolová      | CZE República Checa | 0.244  | 55.27 |                      |
| 7                 | 6    | Muizat Ajoke Odumosu | NGR Nigéria         | 0.270  | 55.31 |                      |
| DSQ               | 5    | Natalya Antyukh      | RUS Rússia          | 0.167  | 52.70 | PB                   |

Legenda
| Recorde mundial      | Recorde mundial (World record)               |                       | Recorde africano                      | Recorde africano (African) |                                           | Q | Classificado por posição (Qualified) |
| Recorde olímpico     | Recorde olímpico (Olympic record)            | Recorde da América    | Recorde da América (Americas)         | q                          | Classificado por melhor tempo (Qualified) |   |                                      |
| Melhor marca do ano  | Melhor marca do ano (World leading)          | Recorde asiático      | Recorde asiático (Asian)              | DNS                        | Não largou (Did not start)                |   |                                      |
| Recorde nacional     | Recorde nacional (National record)           | Recorde europeu       | Recorde europeu (European)            | DNF                        | Não terminou (Did not finish)             |   |                                      |
| Recorde pessoal      | Recorde pessoal do atleta (Personal best)    | Recorde da Oceania    | Recorde da Oceania (Oceania)          | DSQ / DQ                   | Desclassificado (Disqualified)            |   |                                      |
| Recorde da temporada | Recorde da temporada do atleta (Season best) | Recorde sul-americano | Recorde sul-americano (South America) | NM                         | Sem marca (No mark)                       |   |                                      |